# (19456) Pimdouglas
(19456) Pimdouglas est un astéroïde de la ceinture principale.

## Description
(19456) Pimdouglas est un astéroïde de la ceinture principale. Il fut découvert le 21 avril 1998 à Caussols par le projet ODAS. Il présente une orbite caractérisée par un demi-grand axe de 2,21 UA, une excentricité de 0,19 et une inclinaison de 6,2° par rapport à l'écliptique.

## Compléments